# Juti Kraireuk
Juti Kraireuk (thaï : จุติ ไกรฤกษ์ ; RTGS : Chuti Krairik) est un homme politique thaïlandais né le 14 décembre 1956 à Phitsanulok.
Il est membre de la Chambre des représentants pour plusieurs circonscriptions (2e, 6e, 3e) de Phitsanulok à partir de 1988 et a siégé d'abord dans le groupe du Parti citoyen thaï (en) puis au sein du Parti démocrate. Aux élections législatives de 2019, il est élu sur liste proportionnel de son parti, avant de démissionner 5 mois plus tard. Il est de nouveau élu, sous la bannière du Parti de la Nation thaïe unie, sur liste proportionnel aux élections législatives de 2023.
À partir de 2010, il devient ministre de l'Information et de la Communication technologique sous le gouvernement d'Aphisit Wetchachiwa. Il occupe, de 2019 à 2023, la fonction de ministre du Développement social et de la Sécurité humaine sous le second gouvernement de Prayut Chan-o-cha.